# Mangusto-anão
O mangusto-anão (Helogale parvula) é um pequeno carnívoro africano pertencente à família dos mangustos (Herpestidae).